# 布尔卢克农村居民点
布尔卢克农村居民点（俄语：Бурлукское сельское поселение）是俄罗斯联邦伏尔加格勒州科托沃区所属的一个农村居民点。其下辖有2个居民点，行政中心为布尔卢克。据2016年统计，该农村居民点的人口为734人。